# Nowogród Bobrzański
Nowogród Bobrzański – miasto w województwie lubuskim, w powiecie zielonogórskim, położone u ujścia Brzeźniczanki do Bobru. Siedziba gminy miejsko-wiejskiej Nowogród Bobrzański. W latach 1975–1998 miasto administracyjnie należało do woj. zielonogórskiego.
Według danych GUS z 31 grudnia 2019 r. Nowogród Bobrzański liczył 5134 mieszkańców.

## Położenie
Pod względem historycznym miasto leży na pograniczu Śląska i Łużyc, jego wschodnia dzielnica Nowogród Bobrzański należy do Dolnego Śląska, w ramach którego od 1238 miała prawa miejskie i stanowiła samodzielne miasto, zaś jego zachodnia część Krzystkowice położona jest na Dolnych Łużycach, gdzie także była odrębną miejscowością, zaś w 1659 uzyskała prawa miejskie.

## Historia

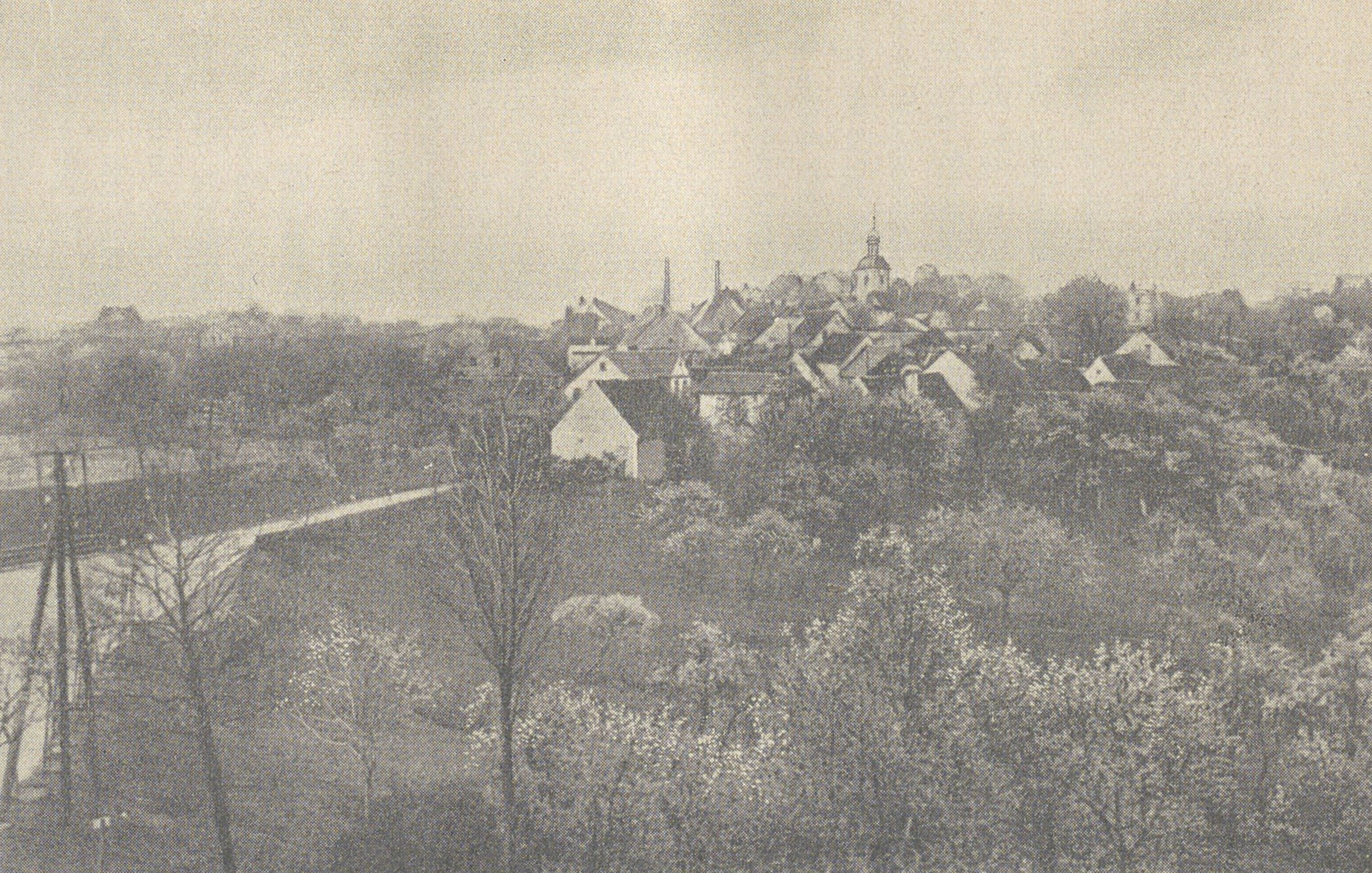
Widok miasta około 1926

1 stycznia 1988 z obszaru dwóch, zdegradowanych w 1945 roku miast: większej terytorialnie, lewobrzeżnej wsi Krzystkowice (823 ha) i mniejszego, prawobrzeżnego Nowogrodu Bobrzańskiego (653 ha) zostało utworzone miasto Nowogród Bobrzański. W ten sposób ani Krzystkowice nie zostały włączone do Nowogrodu, ani tylko sam Nowogród nie odzyskał praw miejskich, mimo że nowe miasto przejęło nazwę tylko prawobrzeżnego osiedla. Miasto stało się tzw. zlepieńcem dwóch odrębnych organizmów miejskich.
Po połączeniu obu miejscowości w jedno miasto, stanowi ono przestrzennie niespójną całość (znaczna odległość między osiedlami bez fizycznej styczności). Ponadto obecny organizm miejski przecina historycznie utrwaloną granicę Śląska i Łużyc.

## Demografia

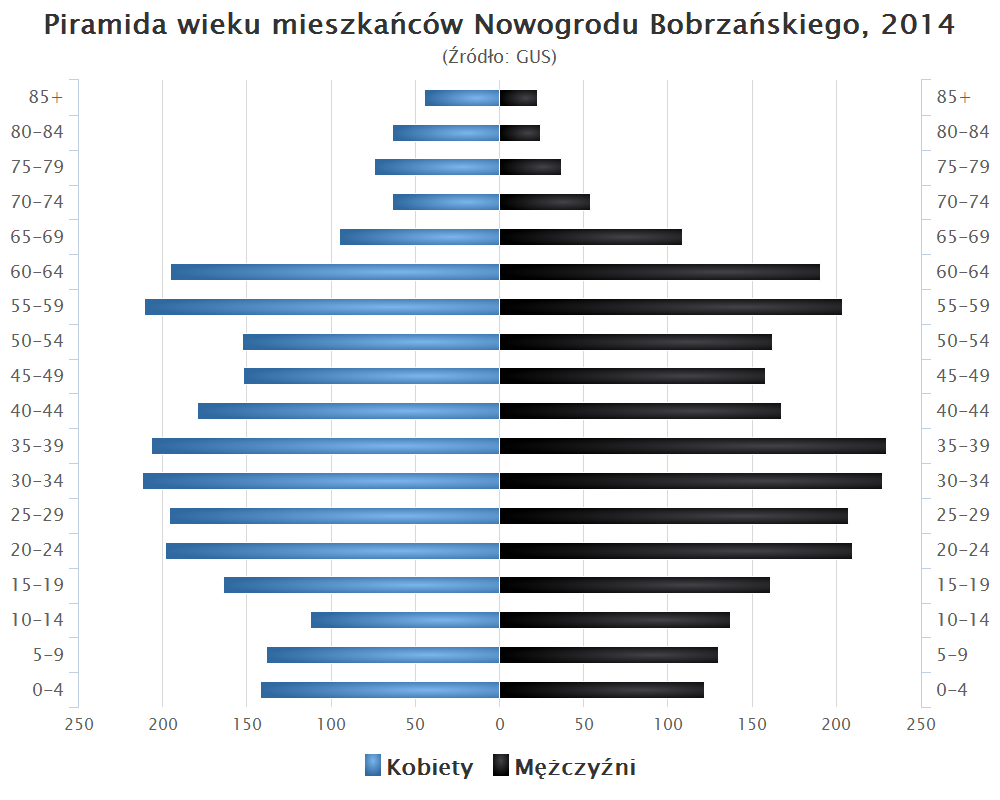
Piramida wieku mieszkańców Nowogrodu Bobrzańskiego w 2014 roku

## Zabytki
Do wojewódzkiego rejestru zabytków wpisane są:
- kościół parafialny pod wezwaniem Wniebowzięcia NMP, z XIII wieku, w XV wieku, XVII wieku, w połowie XIX wieku
- plebania z końca XVII wieku
- kościół filialny pod wezwaniem św. Bartłomieja, z XIII/XIV wieku, w latach 1712–1720; murowany z kamienia i cegły; jednonawowy z prostokątnym prezbiterium
  - cmentarz przykościelny
- domy, ul. Kościuszki 13, 15, 18, 19, z około 1800 roku
- dom, ul. Majowa 3, z końca XVIII wieku
- willa, ul. Młyńska 7, z 1902 roku
- domy, Rynek 6, 7, 8, 9, z około 1800 roku, XVIII wieku/XIX wieku

inne zabytki:
- pozostałości niemieckiej fabryki zbrojeniowej.

Wybrane zabytki miasta
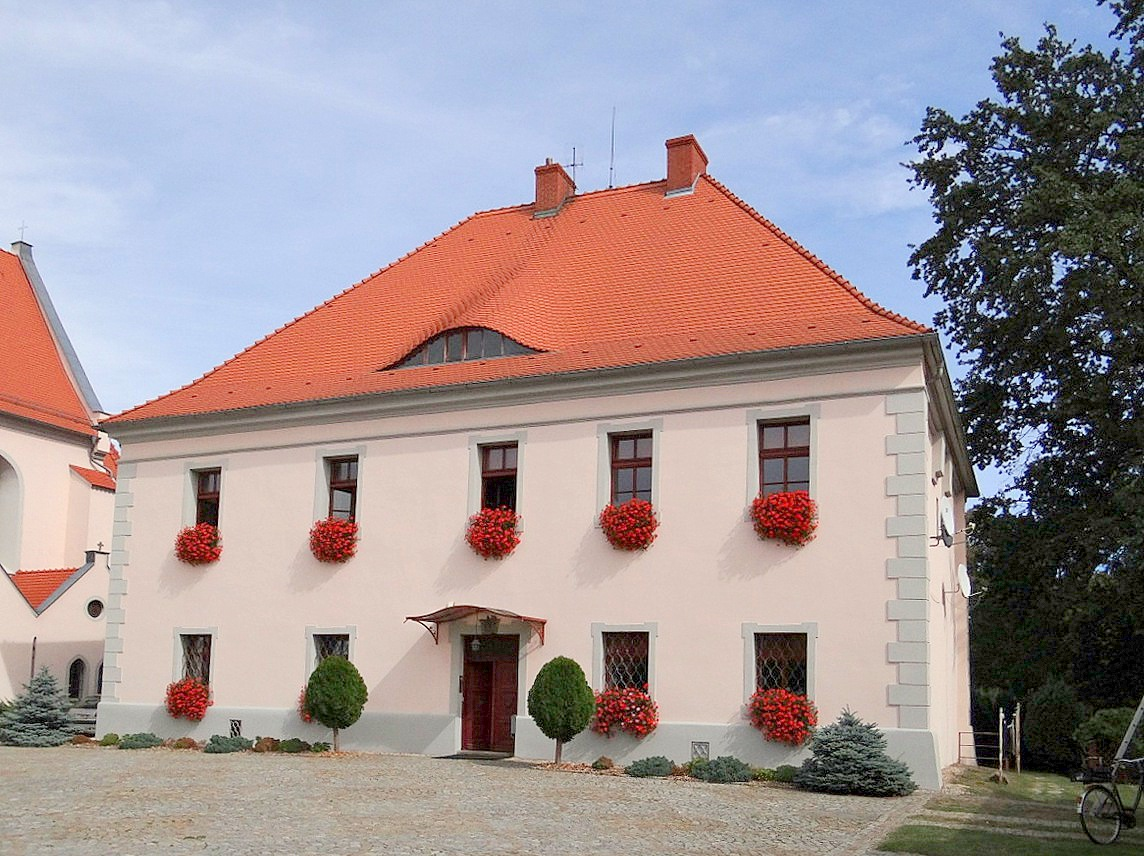
Barokowa plebania z końca XVII w.
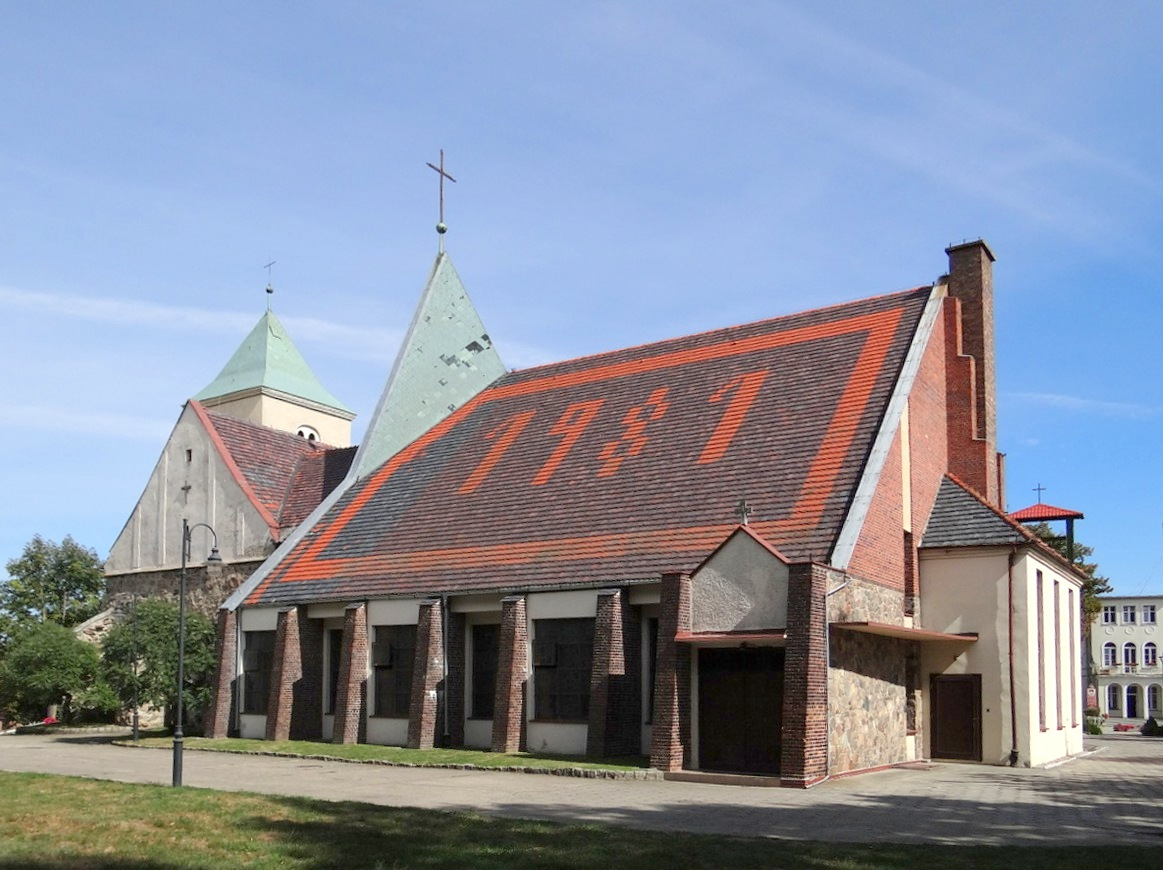
Kościół św. Bartłomieja
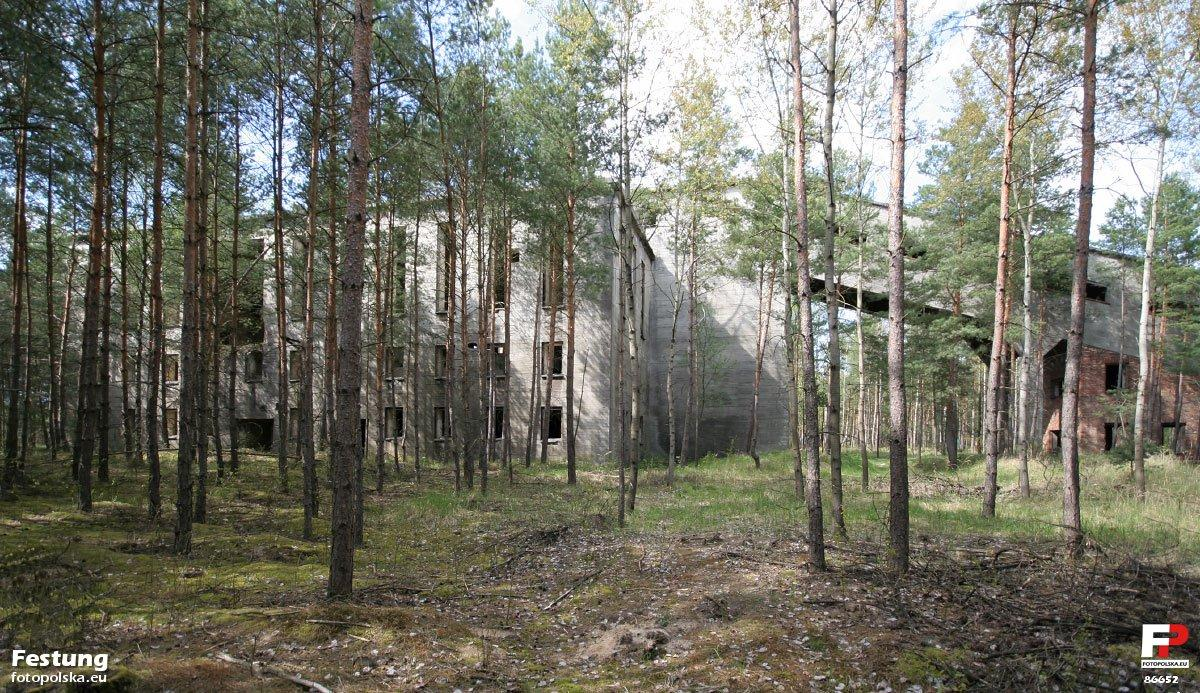
Budynek elektrociepłowni niemieckiej fabryki zbrojeniowej
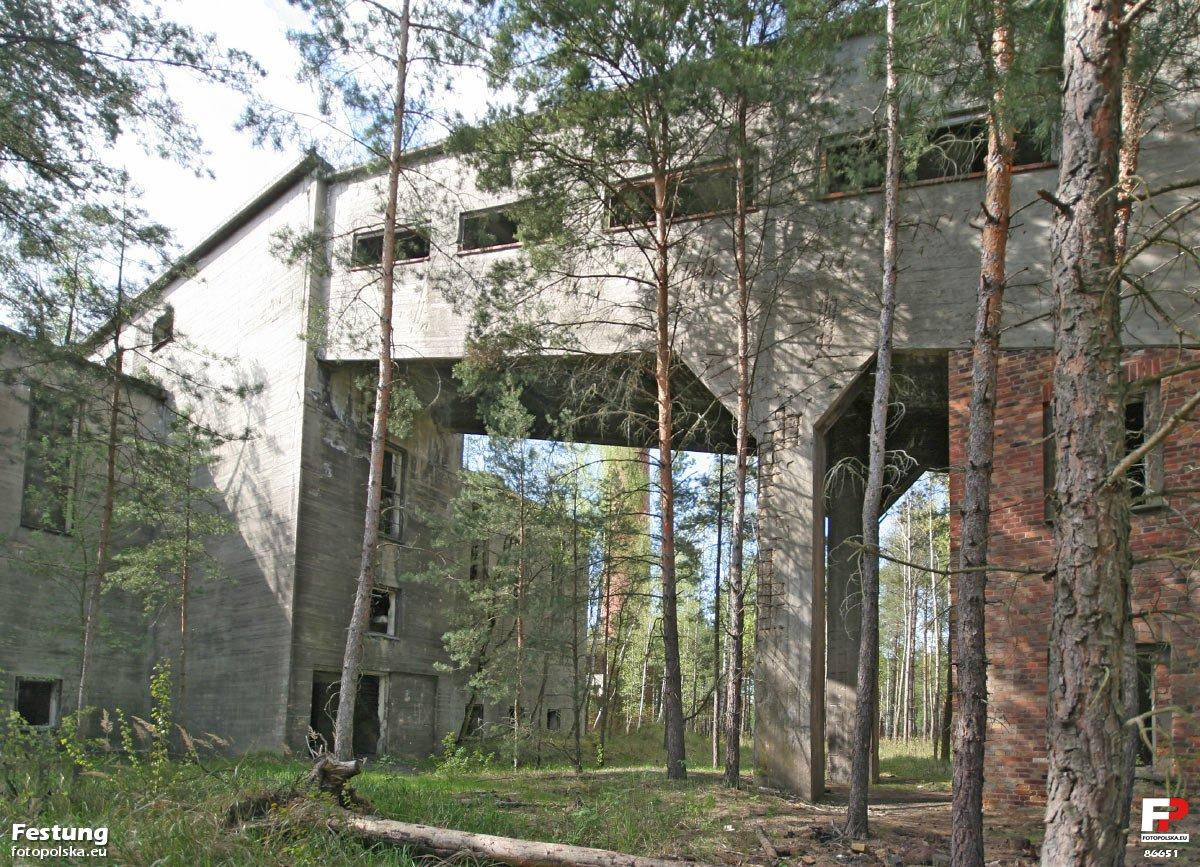
Elektrociepłownia fabryczna – zbliżenie na przenośnik węgla
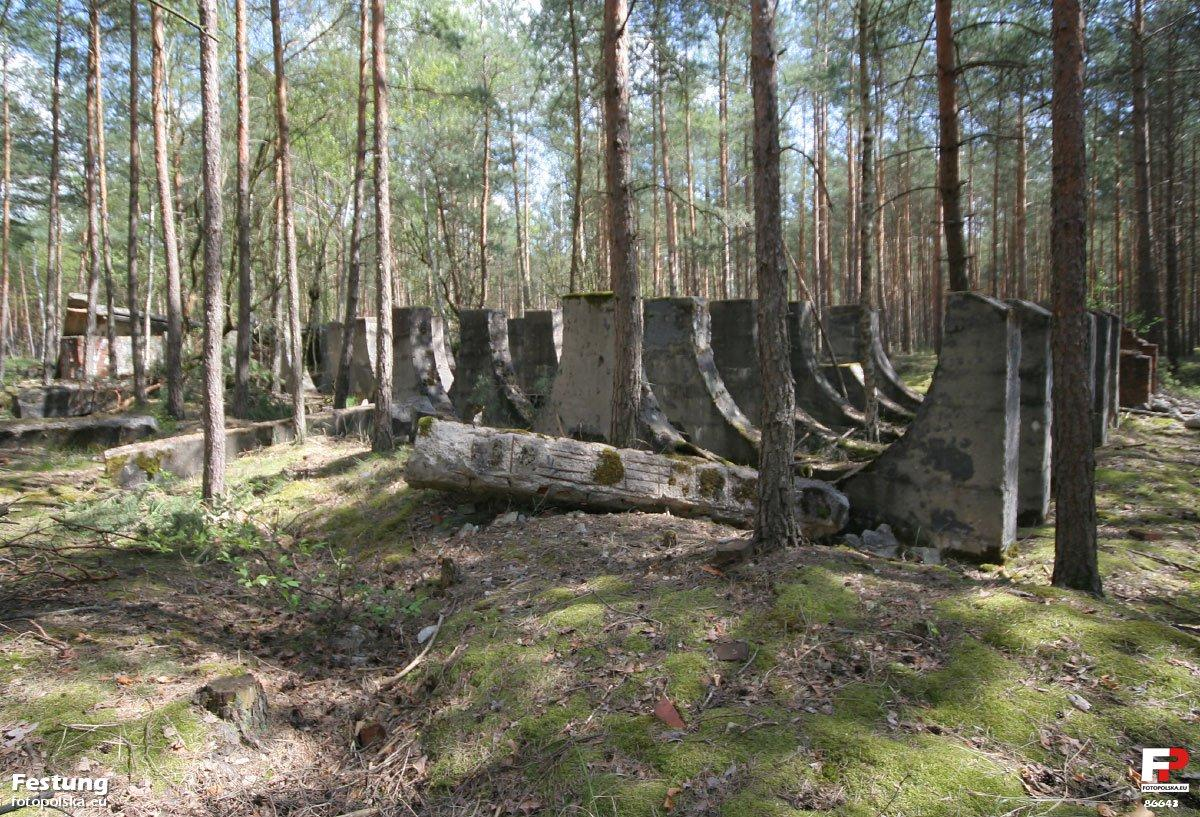
Mocowania zewnętrznych walczaków – zbiorników na komponenty materiałów wybuchowych
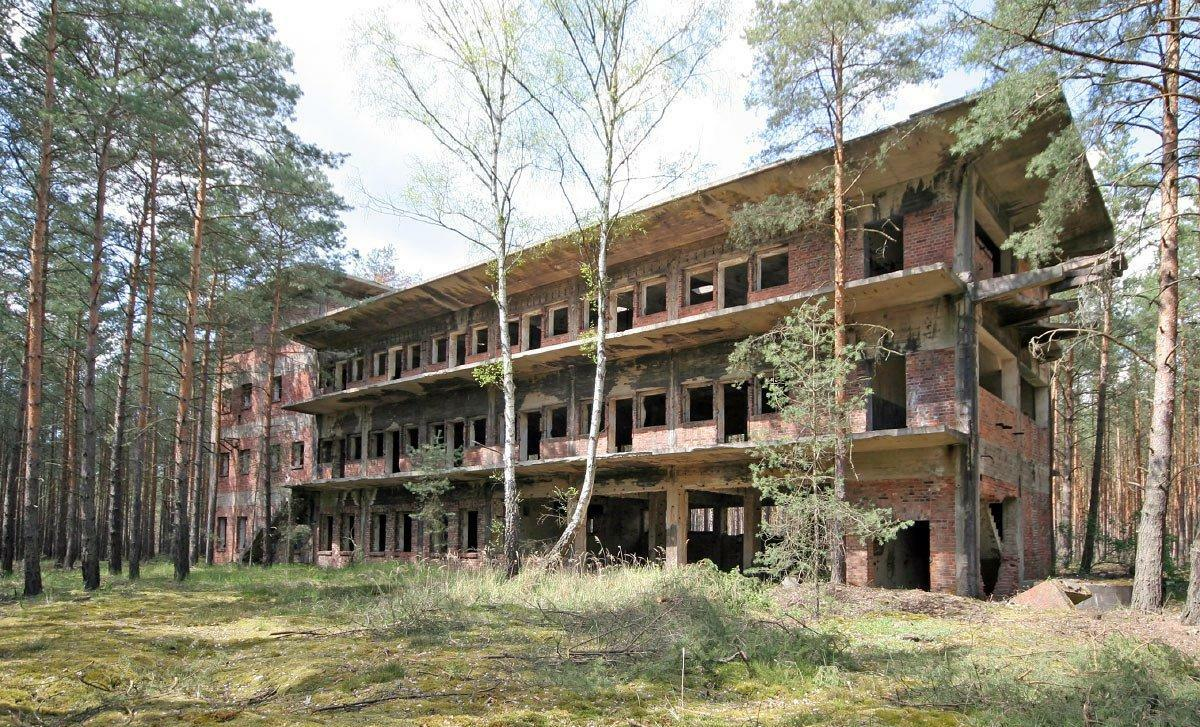
Obiekt fabryki nieznanego przeznaczenia
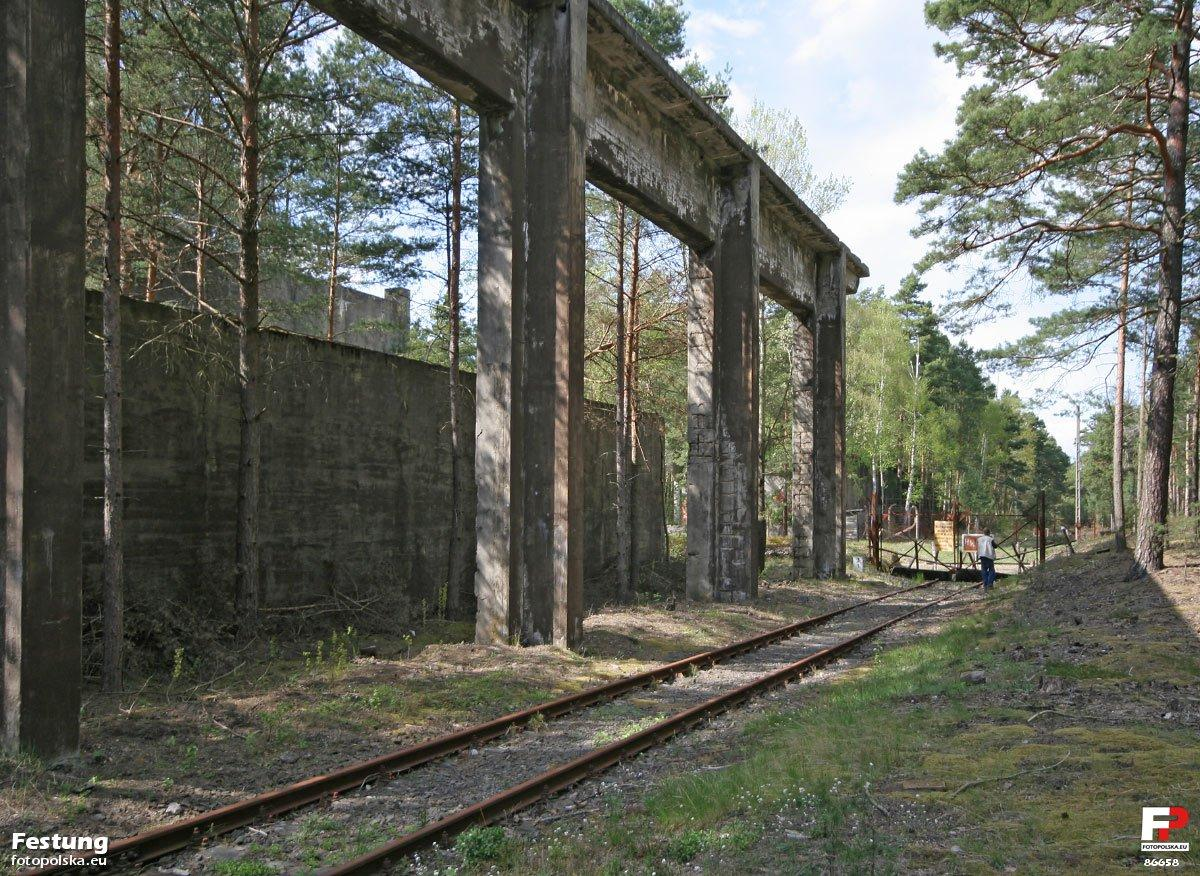
Tor kolejowy na terenie fabryki
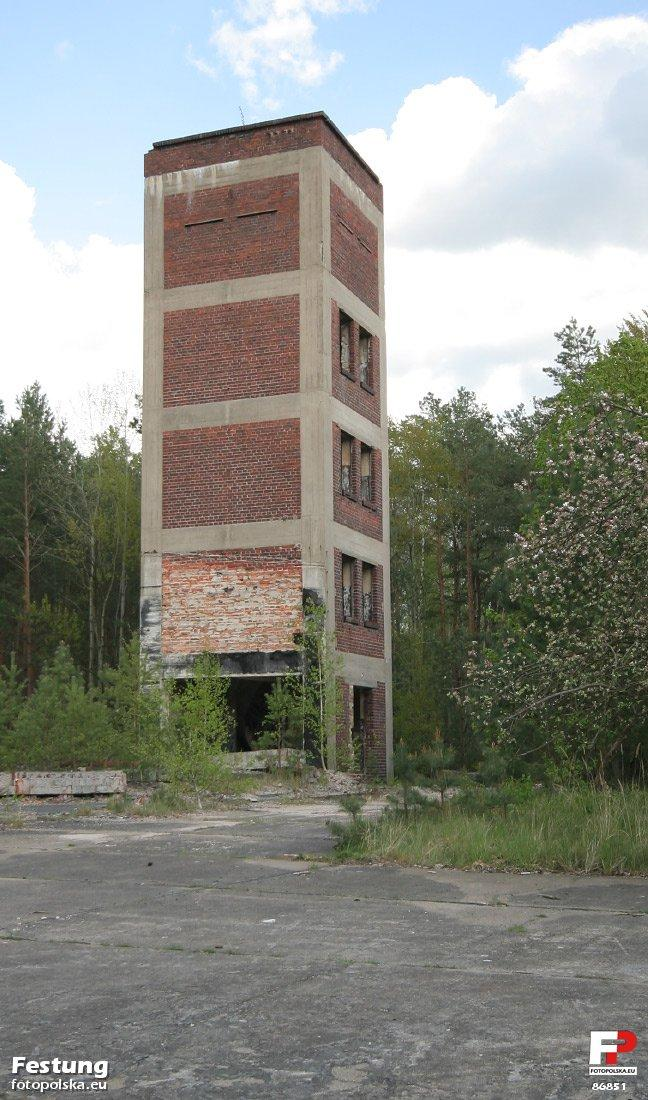
Wieża obserwacyjna w jednej, z rzekomo trzech jednostek straży pożarnej działającej na terenie fabryki

## Transport
W Nowogrodzie Bobrzańskim znajdują się dwie stacje kolejowe: Nowogród Bobrzański i Nowogród Osiedle (w Krzystkowicach). Do miasta można dogodnie dojechać autobusem PKS. Miasto leży przy drodze krajowej nr 27 z Zielonej Góry do Żar. Jest węzłem komunikacyjnym pomiędzy Zieloną Górą a Żaganiem, Żarami i Lubskiem. Przez Nowogród prowadzi również trasa z Żagania do Krosna Odrzańskiego.
Około 15 km na północ od miasta znajduje się lądowisko Grabowiec.

## Oświata
- Szkoła Podstawowa nr 1 w Nowogrodzie Bobrzańskim im. Janusza Korczaka
- Szkoła Podstawowa nr 2 w Nowogrodzie Bobrzańskim im. Henryka Brodatego

## Wspólnoty wyznaniowe
- Kościół greckokatolicki – parafia Zwiastowania Najświętszej Maryi Panny[10]
- Kościół rzymskokatolicki – parafia Wniebowzięcia Najświętszej Maryi Panny[11]

## Sport
Z połączenia Błękitnych Krzystkowice i Zielonych Bogaczów w 1978 roku powstał klub piłkarski Gminny Klub Sportowy „Fadom” Nowogród Bobrzański, którego sukcesami są m.in. występy w III poziomie rozgrywek piłkarskich w Polsce w latach 1982–1987. Klub rozgrywa mecze na Stadionie Miejskim przy ul. Fabrycznej w Nowogrodzie Bobrzańskim.